# Tojásdíszítés

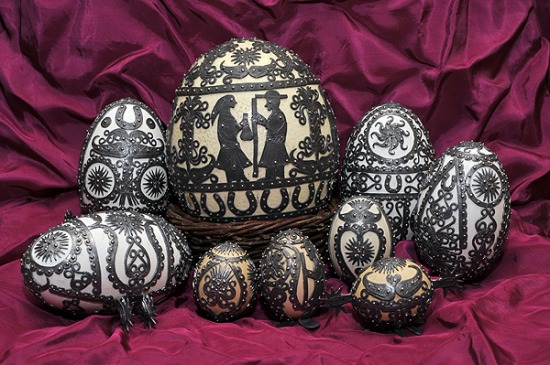
Patkolt tojások - Bognár László tojáspatkoló munkái

A tojásdíszítés a tojások héjának különféle módszerekkel történő díszítésének művészete. A tojásfestéshez bármilyen tojás felhasználható, de általában minél nagyobb a tojás és minél erősebb a héja, annál jobban megfelel. A tojásfestés Európa számos országában húsvéti hagyomány, amely a locsolkodáshoz kapcsolódik, de a tojások díszítése más kultúrákban is elterjedt. A tojásdíszítő eljárásoknak se szeri, se száma, így készülhetnek festett, karcolt, rátétes, mosott, vésett, viaszolt, csipkézett, metszett, patkolt, faragott és maratott technikával is.

## Története
A liba, kacsa és tyúktojásokat általában kifújják (a tojás tartalmát a tojás két végén fúrt lyukon keresztül kiürítik), majd az üres héjat festik, rajzolják, faragják, patkolják vagy más módszerrel díszítik.
Az emu és a strucc tojásai olyan nagyok és a tojás héja olyan vastag, hogy különösebb probléma nélkül lehet faragni. Az emu tojásánál ráadásul nagy eltérés van a héj külső részének és belső rétegeinek színe között. Dél-Afrikában 60 000 éves, faragott mintákkal díszített strucctojásokat találtak.
Az orosz cári udvarnak dolgozó ékszerész, Peter Carl Fabergé nemesfémből és drágakövekből készített tojásokat a cári család számára. A Fabergé-tojás néven ismert ékszerdobozok azonban csak hasonlítottak a tojásra, de nem az volt az alapanyaguk.
A perzsa kultúrában szintén elterjedt szokás volt a tojások díszítése, amelyre elsősorban a tavaszi napéjegyenlőség környékén került sor. Ekkor volt ugyanis a perzsa újév (norouz), amikor a családtagok közösen díszítettek tojásokat és azokat egy tálba helyezték. Feltehetően innen származik az a keresztény hagyomány is, hogy húsvétkor tojást festünk, díszítünk, amely elsősorban Európa keleti részén maradt fenn a mai napig, mint néphagyomány. A húsvétra festett tojások hagyományos színe a piros, amely Krisztus vérét jelképezte.
A húsvéti tojásokat manapság már sokféle technikával díszítik, többek között festéssel, karcolással, faragással, varrással,  patkolással, felragasztott formákkal vagy filctollal.
A tojások díszítésének egy különleges technikája a tojáspatkolás, amelyhez általában a nagy mérete miatt libatojást és a könnyű formálhatósága miatt, ólomlemezt  használnak. A tojáspatkolás világrekordere a székesfehérvári Koszpek József, aki 1119 darab, kézzel készített patkót helyezett el egy strucctojáson. Egy 61 patkós tyúktojás a Vatikánban található, amit kölni látogatásakor kapott a pápa.

## Képek

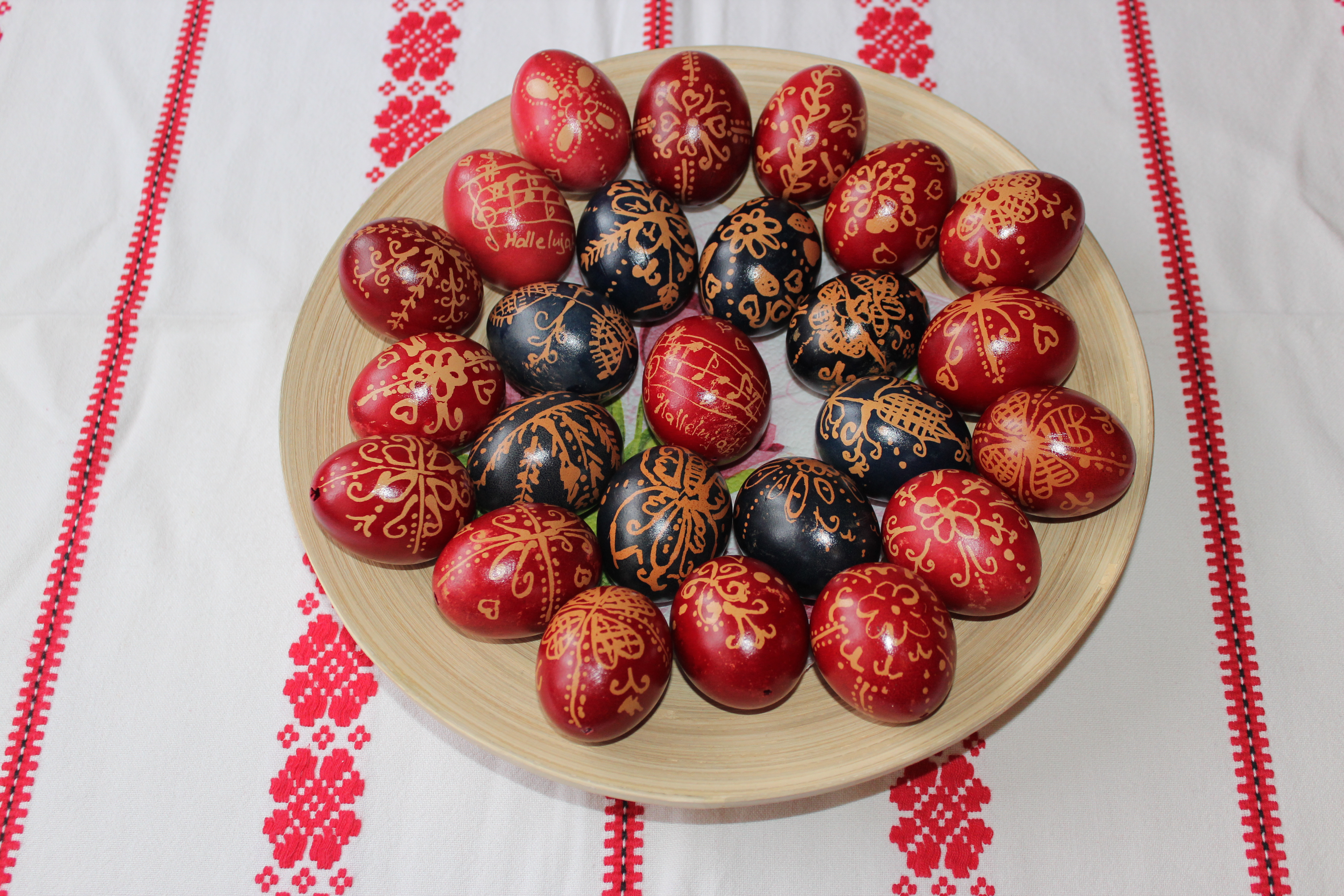
Írókázott magyar húsvéti tojások
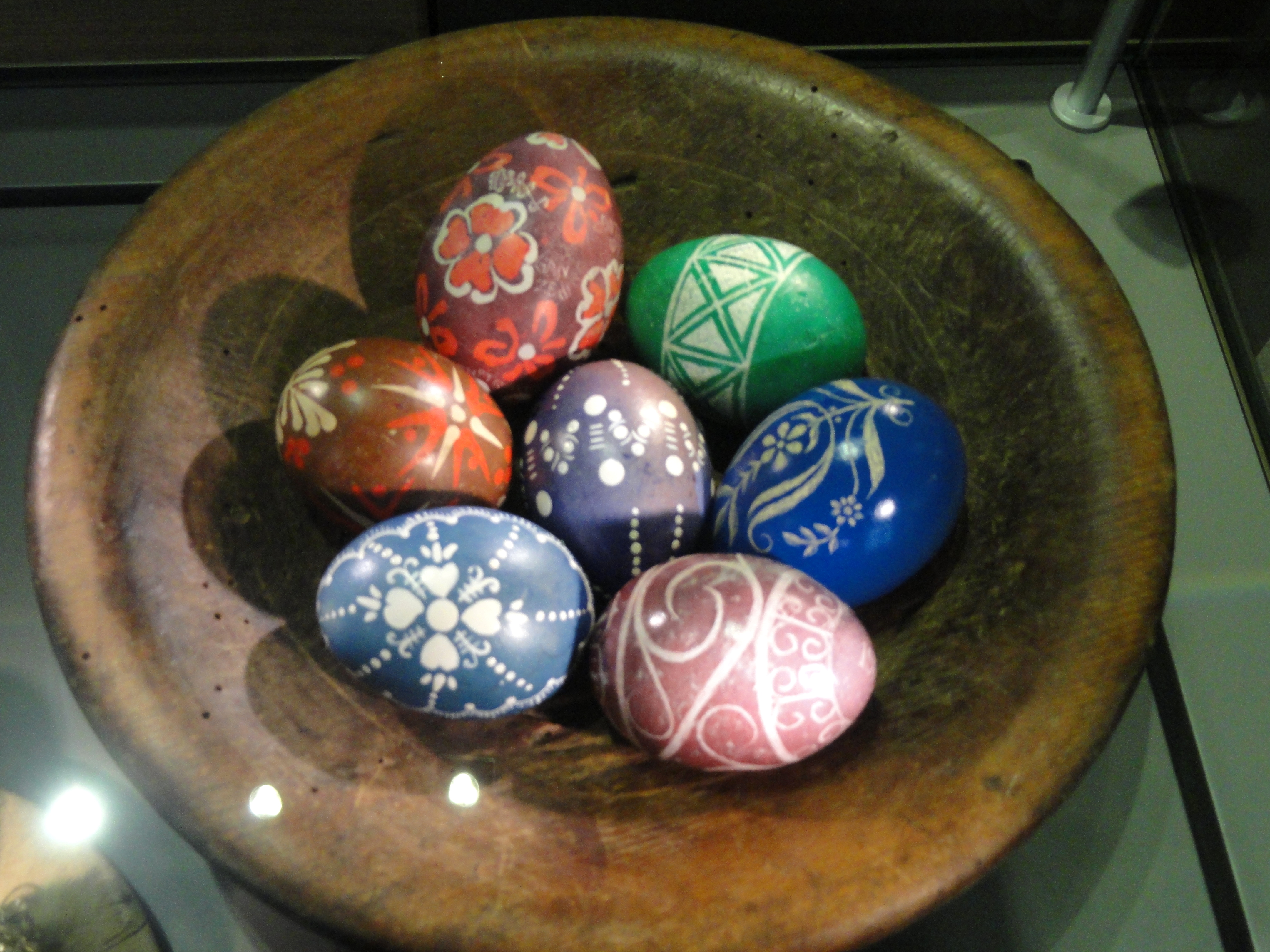
Tiroli húsvéti tojások
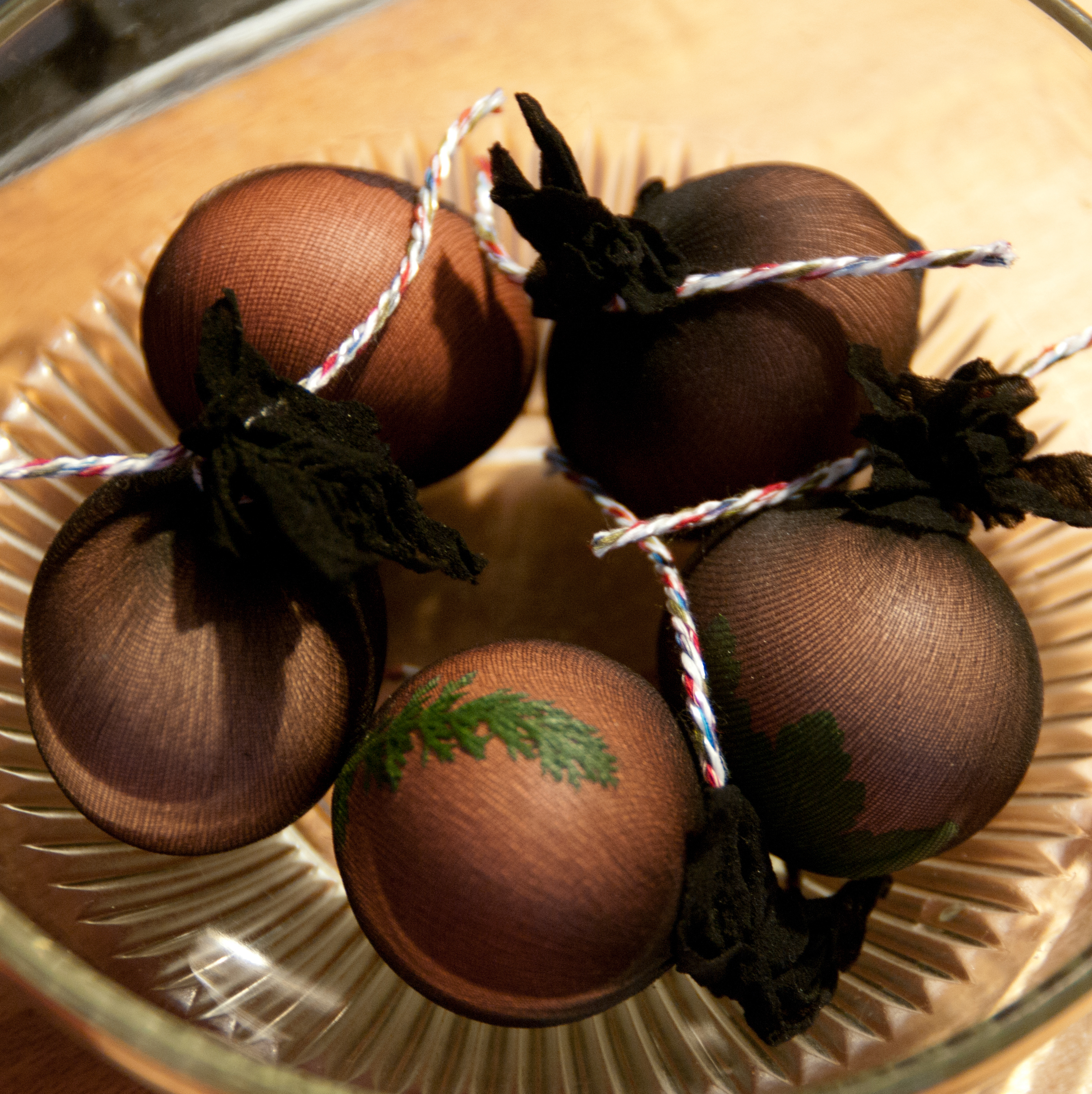
Berzselés, harisnyás tojásfestési technika
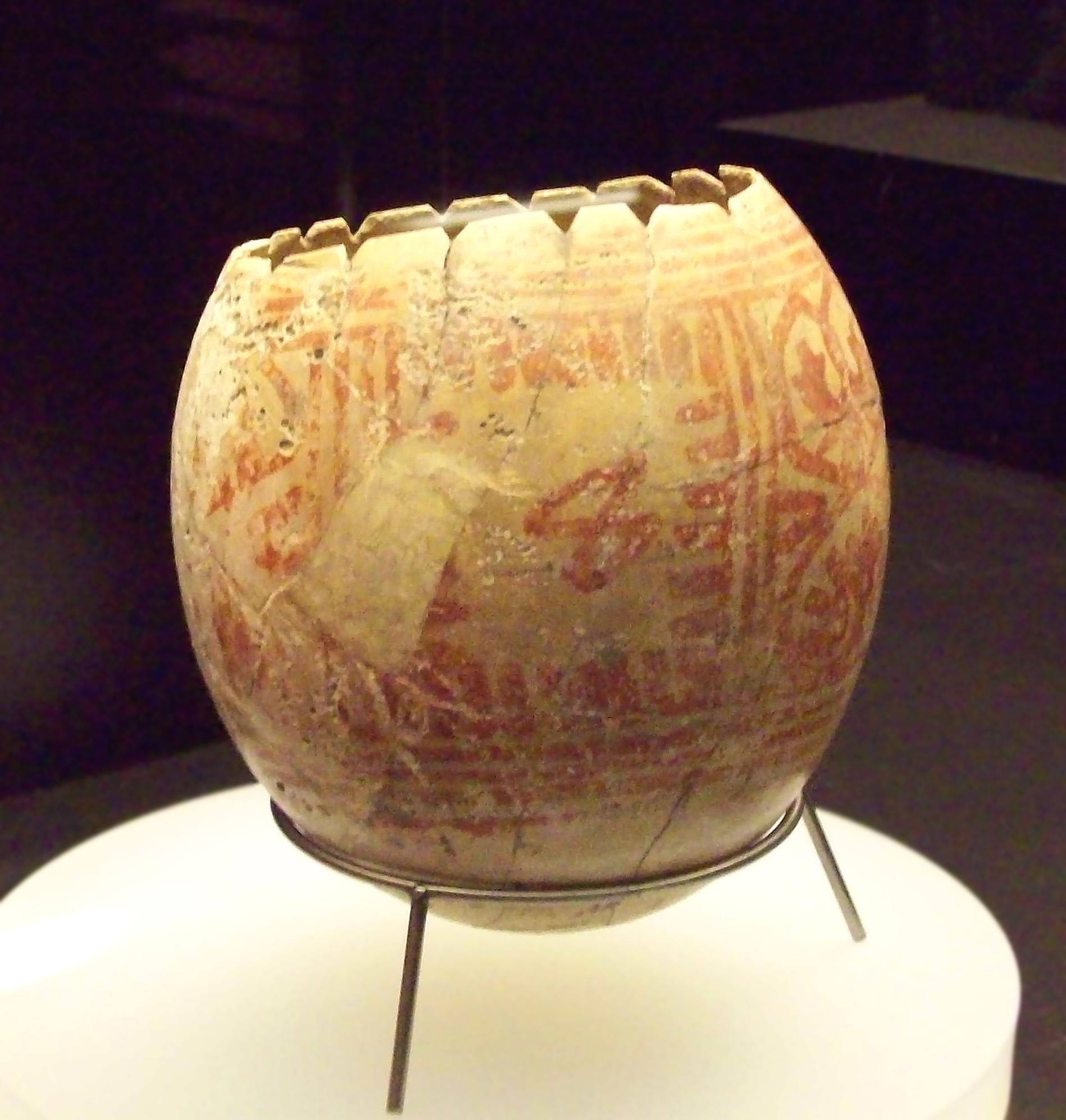
Karthágói tojás festett díszítésekkel
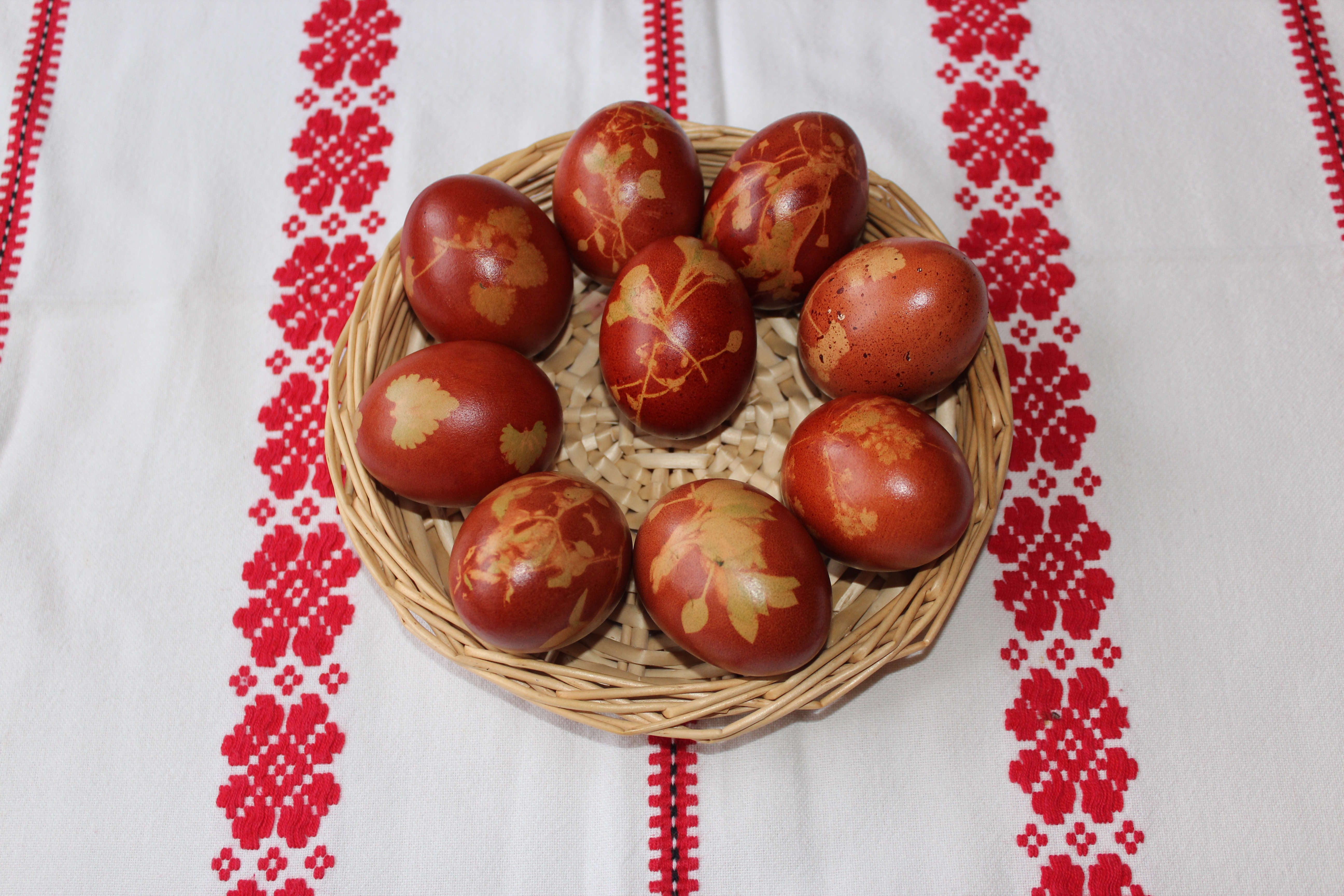
Berzselt tojások
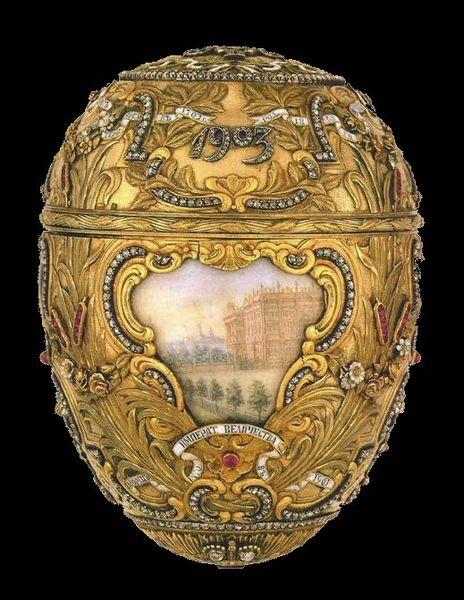
III. Sándor orosz cár által rendelt Fabergé-tojás
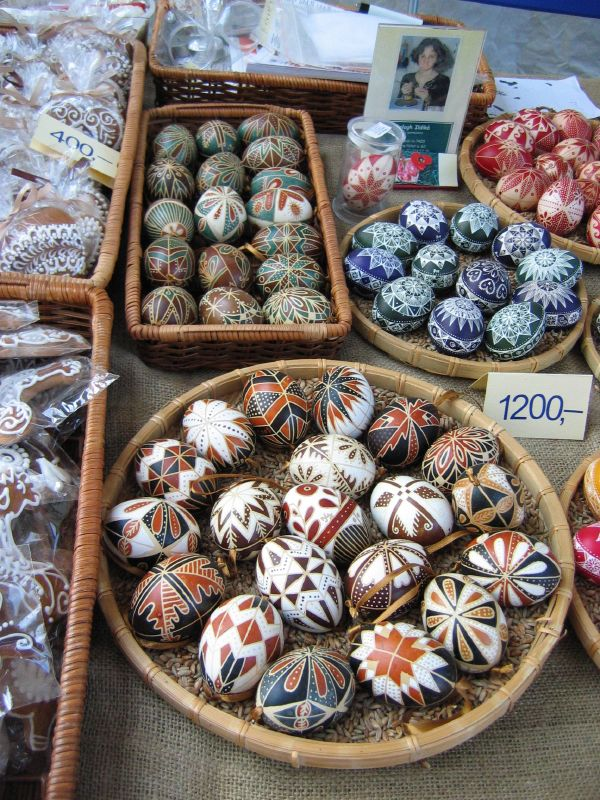
Hímes tojások a Mesterségek Ünnepén
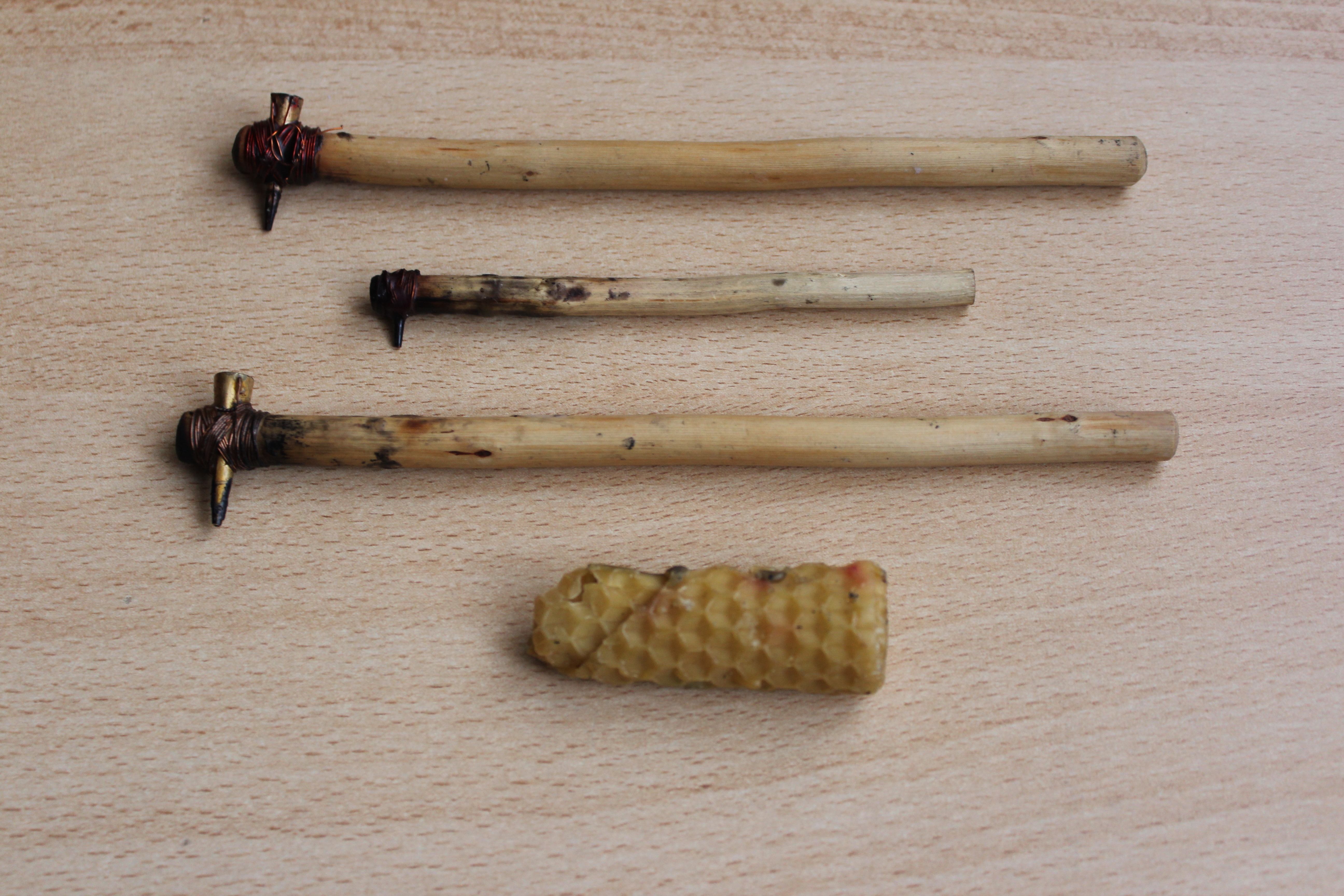
A tojásfestő készségei az íróka és a méhviasz[8] A hagyományos magyar mintákat, viasszal „írják” a tojásra az úgynevezett írókával
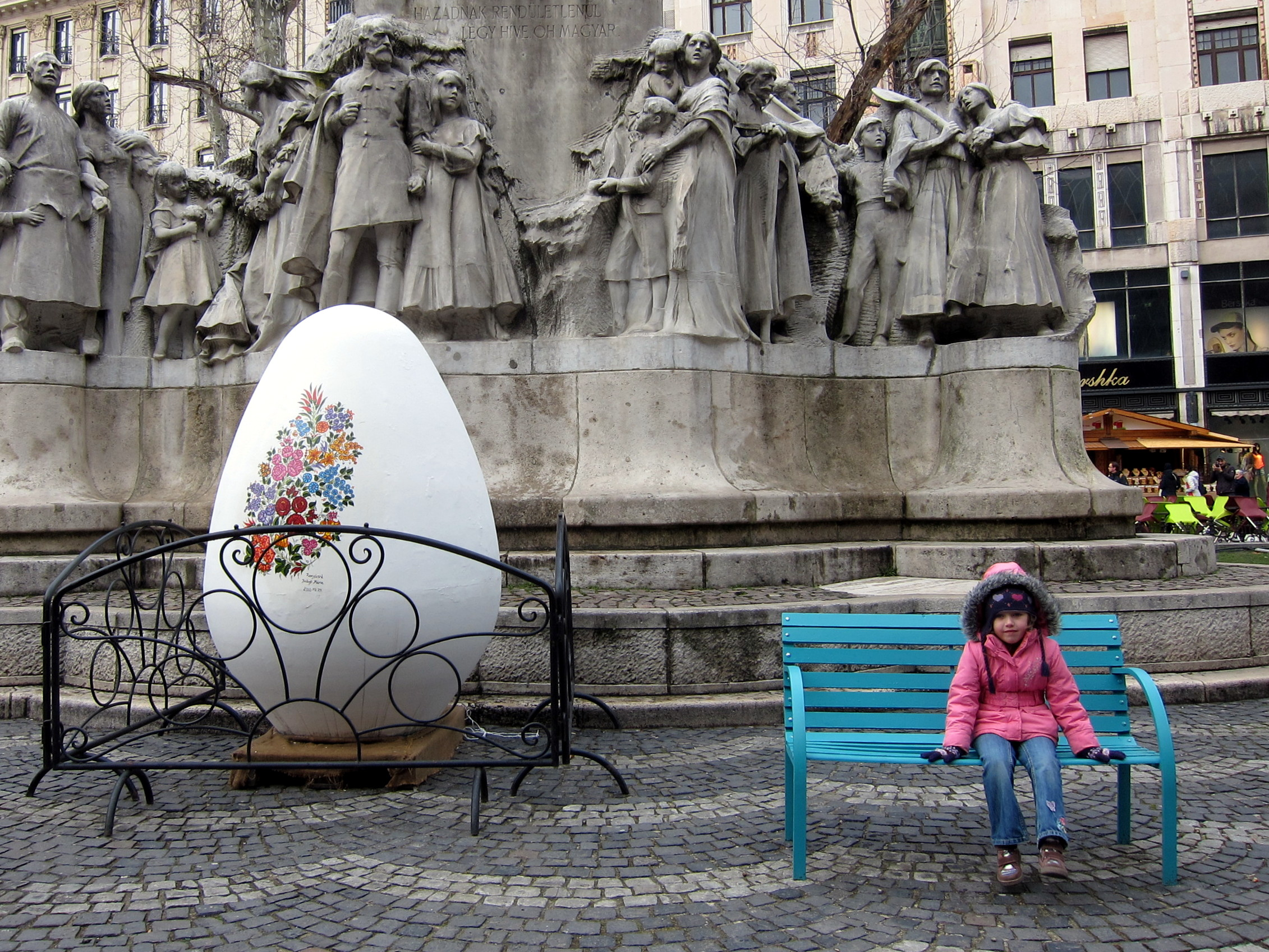
Locsolókra várva, Budapest

## Fordítás
- Ez a szócikk részben vagy egészben  az   Egg decoration című angol Wikipédia-szócikk fordításán alapul.  Az eredeti cikk szerkesztőit annak laptörténete sorolja fel. Ez a jelzés csupán a megfogalmazás eredetét és a szerzői jogokat jelzi, nem szolgál a cikkben szereplő információk forrásmegjelöléseként.

## Kapcsolódó lapok
- Locsolkodás
- Piszanka múzeum
- Tojáspatkolás